# Iglesia de Nuestra Señora del Rosario (Bullas)
La Iglesia Parroquial de Nuestra Señora del Rosario está ubicada en el municipio de Bullas perteneciente a la Región de Murcia, España. Es sin duda, el monumento más representativo del pueblo.

## Historia
Anteriormente, el templo religioso del pueblo era la ermita de San Antón, propiedad de la Casa de Fajardo, la cual se convirtió en parroquia poco antes de la independencia del entonces caserío de Bullas de la Villa de Cehegín. Muestra de ello, aparte de los documentos correspondientes, es la presencia de una pila bautismal realizada en mármol jaspeado color rojo que, según la inscripción que tiene en su fuste: "Esta pila hizo de limosna de Sánchez Caro. Año de 1664". Ésta se conserva actualmente en la capilla del Bautismo de esta iglesia. 
La Iglesia de Nuestra Señora del Rosario comenzó a construirse a finales del siglo XVII, poco después de que Bullas consiguiera la independencia municipal, y se terminó en 1723. Inicialmente la iglesia era dependiente de la parroquia de Santa María Magdalena en la anteriormente mencionada localidad de Cehegín (Murcia), hasta que en 1804 se constituyó como parroquia autónoma.

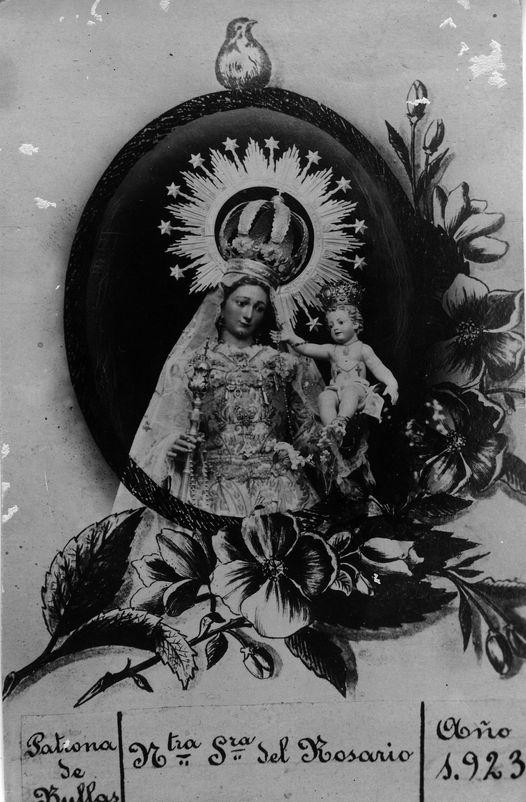
Antigua talla de la Patrona de Bullas, obra del s. XVIII atribuida al escultor caravaqueño Francisco Fernández Caro

A finales del siglo XVIII, a causa del crecimiento demográfico que había sufrido el pueblo y del mal estado de la estructura del templo, se procedió a una restauración y ampliación del mismo, cambiando su imagen por completo. Las obras dirigidas por el arquitecto Jerónimo Martínez de Lara consistieron en añadir dos naves laterales, la sacristía y la torre. Estas obras finalizaron en 1803. Posteriormente, fue finalizada en 1905 la actual capilla del Sagrario, ejemplo del eclecticismo de principios del siglo XX en su versión neogótica.El templo está dedicado a Nuestra Señora del Rosario, patrona de Bullas.
En 1981 el templo fue declarado Monumento de Interés Cultural y en 1982 Monumento Nacional.

## Descripción
La iglesia de estilo barroco posee una planta de cruz latina, típica del lugar, un ejemplo de iglesias barrocas levantinas. Distribuida en tres naves, la central es más alta que las laterales, estas se comunican entre sí por arcos de medio punto. El corrimiento de la nave mayor es de bóveda de cañón con lunetas, y el de las otras dos es de bóveda de arista. Esta nave central se ordena en un ancho de ocho metros y una altura de doce. Se organiza en tres crujías más el coro, cubierta con bóveda de cañón con lunetas, reforzada por arcos fajones que discurren en perpendicular al eje de la nave, en los que distinguimos un tratamiento superficial distinto al resto de los paños de plementería. El crucero consta de una bóveda semiesférica sobre pechinas en las que se encuentran imágenes del tetramorfos, hechos por la pintora Josefa Martínez Aledo, natural de Totana. Las naves laterales tienen bóvedas de arista y se cierran con bóveda de arista hecha de ladrillo y apoyada entre la correspondiente arquería y muro de cierre. Estas se comunican con la central mediante arcos de medio punto, que, seleccionados a bisel, proporcionan una banda al intradós del arco, que por su poca altura es idónea para su decoración, como se distingue en el canjeado de los mismos.El templo está dedicado a Nuestra Señora del Rosario, patrona de Bullas.
En su interior se guardan tallas religiosas de gran valor como:
-San Juan Evangelista (Gregorio Molera Torá-1925) 
-Virgen del Rosario (Félix Granda-1939) 
-Ntro. Padre Jesús Nazareno (Juan González Moreno-1944)
-Virgen de la Soledad (José Sánchez Lozano-1951), se cree que esta talla fue creada a partir de los restos de la talla original del s. XIX.
-Virgen de las Angustias (Tomás Noguera Belenguer-1952)
-Sagrado Corazón de Jesús (Juan González Moreno)
-Santiago Apóstol (Antonio Labaña Serrano-2000)
-Jesús Resucitado (Antonio Jesús Yuste Navarro-2014)

## Ntra. Sra. del Rosario, patrona de Bullas

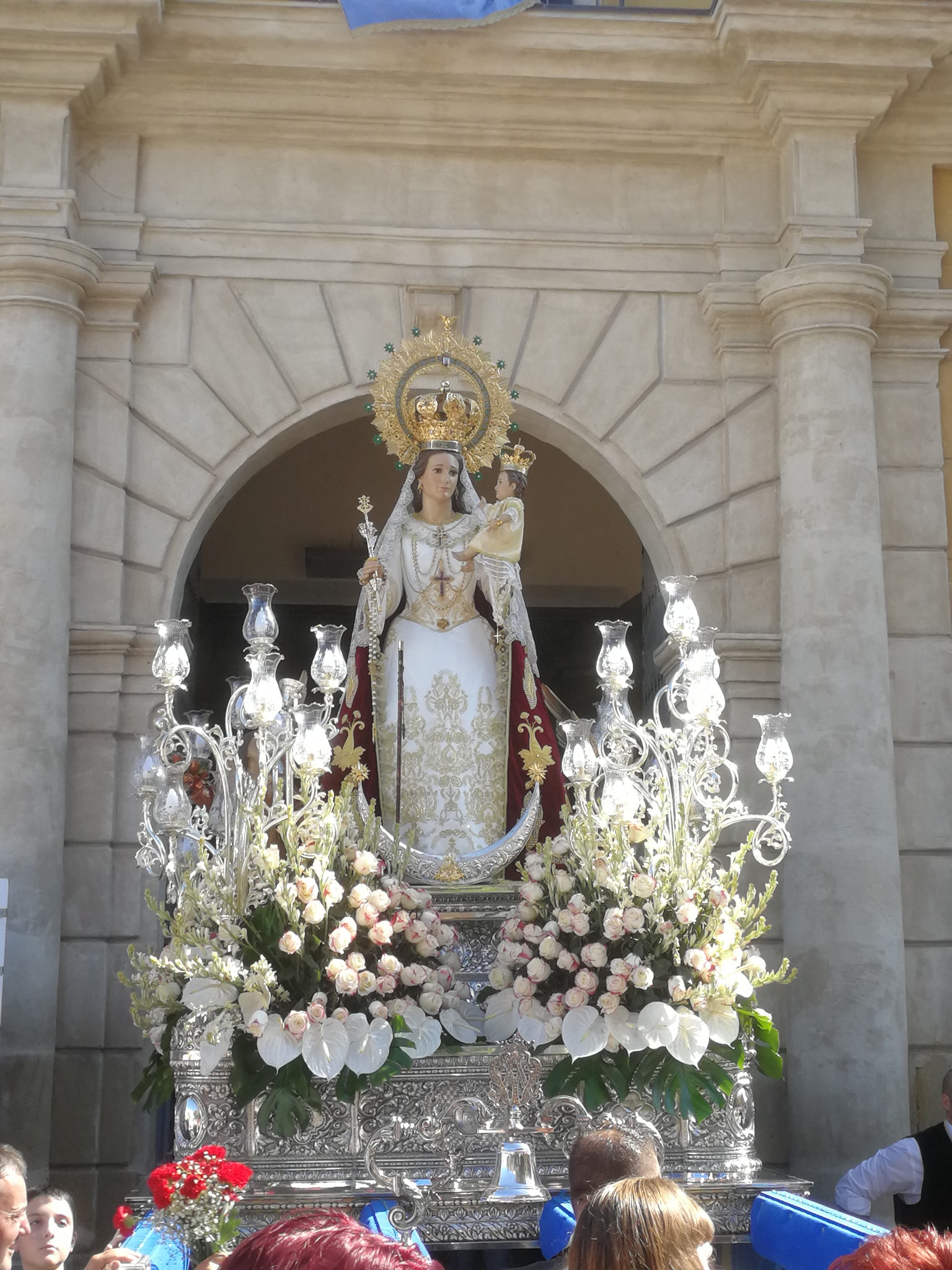
Actual talla de Nuestra Señora del Rosario Coronada, Patrona de Bullas

La titular del templo y a la vez la patrona de Bullas fue elegida por votación entre los vecinos del pueblo el día 25 de noviembre de 1723, cuando en la actual plaza Vieja del pueblo se juntó el concejo, justicia y regimiento de la entonces joven villa, llamando varias veces a repique de campanas al pueblo para que acudiera, obteniendo al final de la votación 29 votos: 28 a favor de la Virgen del Rosario y 1 a favor de San Bartolomé Apóstol, quedando como ganadora la Virgen del Rosario. 
Existía ya una talla de esta advocación mariana en el pueblo en la ermita de San Antón, donada alrededor de 1600 por Antón Fernández-Capel, regidor de la Villa de Cehegín por aquella época. Dicha talla se trasladó a la iglesia con su nombre a finales de 1723 en una procesión junto con el santísimo. En 1795, debido a los perjuicios de mover la talla de la virgen para sacarla del altar mayor para procesiones y a su mal estado se decidió encargar otra talla de la cual sí que se conservan imágenes fotográficas (no como la anterior). Esta está atribuida a Francisco Fernández Caro. 
En el transcurso de la guerra, ambas tallas de las vírgenes fueron destruidas, conservándose solamente la cabeza del Niño Jesús de la segunda el cual se encuentra en la sacristía de esta parroquia.
La actual talla de Ntra. Sra. del Rosario es obra el escultor Félix Granda, que fue contactado por Antonio García y García, natural de Bullas y arzobispo de Valladolid en aquella época, al saber que las antiguas tallas de la virgen fueron destruidas. La talla fue hecha en unos meses y traída a Bullas el 19 de noviembre de 1939. Fue coronada canónicamente el 2 de octubre de 1960 durante las fiestas patronales del pueblo de manos del entonces obispo de Almería Alfonso Ródenas García, natural de Bullas.